# Zwarte tubebij
De zwarte tubebij (Stelis phaeoptera) is een vliesvleugelig insect uit de familie Megachilidae. De wetenschappelijke naam van de soort is voor het eerst geldig gepubliceerd in 1802 door Kirby.